# If My Homie Calls
If My Homie Calls – drugi singiel amerykańskiego rapera 2Paca promujący jego album 2Pacalypse Now z roku 1991.

## Lista utworów
1. "If My Homie Calls" (LP version)
2. "Brenda's Got a Baby" (radio mix)
3. "If My Homie Calls" (instrumental)
4. "Brenda's Got a Baby" (instrumental)